# Уйбуда-кезпонт (станція метро)
Уйбуда-кезпонт (угор. Újbuda–központ) — станція Будапештського метрополітену. Станція була відкрита 28 березня 2014 року.
Розташована під рогом двох головних вулиць району Уйбуда — проспектів Бочкаї (угор. Bocskai ut) і Фехеварі (угор. Fehervari ut), до них приєднуються вулиці Уласло (угор. Ulaszlo) і Бараньяї (угор. Baranyai).

## Пересадки
- Автобус: 33, 53, 58, 150, 153, 154, 212
- Трамвай: 4, 17, 41, 47, 48, 56